# Fogars de Montclús
Fogars de Montclús är en kommun i Spanien.   Den ligger i provinsen Província de Barcelona och regionen Katalonien, i den östra delen av landet, 500 km öster om huvudstaden Madrid. Antalet invånare är 442. Arean är 40 kvadratkilometer. Fogars de Montclús gränsar till Arbúcies, Riells i Viabrea, Gualba, Campins, Sant Celoni, Santa Maria de Palautordera, Sant Esteve de Palautordera, Montseny och Sant Pere de Vilamajor. 
Terrängen i Fogars de Montclús är huvudsakligen kuperad, men österut är den bergig.